# Eunica aeschrion
Eunica aeschrion är en fjärilsart som beskrevs av Hans Fruhstorfer 1907. Eunica aeschrion ingår i släktet Eunica och familjen praktfjärilar. Inga underarter finns listade i Catalogue of Life.